# Bodenwöhr
Bodenwöhr település Németországban, azon belül Bajorországban. Lakosainak száma 4456 fő (2023. december 31.).

## Népesség
A település népessége az elmúlt években az alábbi módon változott:
| Lakosok száma | 901  | 2290 | 2616 | 3524 | 4106 | 4192 | 4252 | 4290 | 4332 | 4456 |
|               | 1875 | 1950 | 1975 | 1987 | 2012 | 2014 | 2016 | 2017 | 2021 | 2023 |